# Stockholmi római katolikus egyházmegye
A Stockholmi római katolikus egyházmegye római katolikus egyház egyetlen római rítusú svédországi, közvetlenül az Apostoli Szentszék alá tartozó, exempt egyházmegye.

## Szomszédos egyházmegyék
- Koppenhágai egyházmegye (délnyugat)
- Oslói római katolikus egyházmegye (nyugat)
- Trondheimi területi prelatúra (északnyugat)
- Tromsøi területi prelatúra (észak)
- Helsinki római katolikus egyházmegye (északkelet)